# Withnail and I
Withnail and I is een Britse filmkomedie uit 1987 onder regie van Bruce Robinson.

## Verhaal
Withnail en Marwood zijn twee ongetalenteerde, werkloze acteurs uit Londen. Ze besluiten met vakantie te gaan op het Engelse platteland in het buitenhuis van Monty, de oom van Withnail. Hun vakantie loopt echter niet van een leien dakje.

## Rolverdeling
| Acteur            | Personage |
| ----------------- | --------- |
| Richard E. Grant  | Withnail  |
| Paul McGann       | Marwood   |
| Richard Griffiths | Monty     |
| Ralph Brown       | Danny     |